# غوستاف هاينريش فيدمان
غوستاف هاينريش فيدمان (بالألمانية: Gustav Heinrich Wiedemann)‏ (و. 1826 – 1899 م) هو فيزيائي، وأستاذ جامعي من ألمانيا . ولد في برلين. وكان عضواً في الجمعية الملكية، والأكاديمية الملكية السويدية للعلوم، والأكاديمية الروسية للعلوم، والأكاديمية البروسية للعلوم .
توفي في لايبزيغ، عن عمر يناهز 73 عاماً.

## التعليم
تعلم في جامعة هومبولت في برلين

## مناصب وهيئات
أدار جامعة لايبتزغ، ومعهد كارلسروه للتكنولوجيا.